# Kamp Leonberg
Vanaf de lente van 1944 tot en met april 1945 was Kamp Leonberg in gebruik, dat als meerdere nevenkampen behoorde bij het kamp Natzweiler-Struthof. Het was afgezet met prikkeldraad en wachttorens. Het bevond zich in de directe omgeving van Leonberg, een stadje in het Duitse Baden-Württemberg.
De gevangenen verrichtten zware lichamelijke arbeid voor de Presswerk Leonberg, een onderdeel van Messerschmitt AG, in Augsburg. Sanitaire voorzieningen waren er minimaal en er was sprake van voedseltekorten.
In april 1945 werd het kamp ontruimd omdat Franse troepen naderden. Een massagraf voor overleden gevangenen resteerde. De lokale bevolking heeft altijd geprobeerd het kamp te negeren. Inwoners van Leonberg keken vaak de andere kant op als ze gevangenen zagen. Er waren echter ook enkele inwoners die de gevangenen probeerden te helpen.
De Nederlandse verzetsman Jan Wildschut overleed op 31 januari 1945 in Kamp Leonberg.
Alfabetisch op naam.  Indien een kamp meerdere rollen had, staat het in de "hoogste" groep.
Zie ook: Lijst van naziconcentratiekampen · Jappenkampen in Nederlands-Indië · Lijst van jappenkampen